# 트리톤 호퍼
트리톤 호퍼는 트리톤에 착륙하여 트리톤을 탐사하는 탐사선이다. 이 개념은 탐사선이 트리톤의 질소를 연료로 사용해서 짧고 낮게 위로 날아오르며 트리톤을 탐사하는 것이다. 현재의 컨셉트는 2018년 3월 약간 수정된 것이다.

## 역사
이 개념은 NIAC에서 2015년 제안되었으며, 이후 2018년 3월 탐사 계획과 부품, 로켓 추진력 등이 일부 수정되었다.

## 페이로드
카메라:주변을 찍는 것이 목적이다.
로켓:트리톤 표면에서 잠깐 튀어 올랐다가 다시 내려오는 것이 목적이다. 1번에 약 1km 정도 뛰어오를 수 있고 5km 앞으로 갈 수 있다.
배터리:트리톤 호퍼를 작동시키는 것이 목적이다.

## 지원, 개발, 투자
- NASA
- JPL

## 같이 보기
- 혜성 호퍼